# Neophyte
Neophyte è un gruppo musicale che produce musica hardcore, formatosi nel 1992 a Rotterdam, nei Paesi Bassi.
I tre membri originali sono Jeroen Streunding (DJ Neophyte), Danny Greten e Robin van Roon.
Jeroen faceva il dj e organizzava piccole feste nel 1990, prima di conoscere Danny ad una festa.
I due decisero di lavorare a dei brani insieme. Robin van Roon si è unito a loro dopo un po'.
I tre produssero alcune tracce su un vecchio computer Amiga con Protracker, e quindi andarono a far visita a Paul Elstak che aveva fondato da poco la Rotterdam Records.
Ma dj Paul Elstak considerò le loro tracce puro rumore. Alcuni mesi dopo, dopo alcuni tentativi, a Paul piacquero le loro tracce, e decise di produrle sulla sua etichetta. Anni dopo, Danny, Jeroen & Robin produssero diversi pezzi musicali, e iniziarono a organizzare party. Nel 1995 Robin van Roon lasciò il gruppo per i suoi studi, e Jarno Butter, un chitarrista amico di Danny, fu aggiunto al gruppo per le sue performance live.
I Neophyte hanno, nel 2005, pubblicato una compilation dedicata ai loro 13 anni di esistenza chiamata 13 Jaar Terreur. I Neophyte possiedono anche una etichetta discografica chiamata Neophyte Records, che può contare su artisti come Tha Playah, Dj Panic e Evil Activities.
Il loro singolo di maggior successo mediatico rimane Always Hardcore del 1996, brano al tempo molto inflazionato; gli Scooter nel 2004 ne fecero una versione Techno dal nome One (Always Hardcore).

## Discografia
- 1997 - Hardcore (Rotterdam Records)
- 2000 - Not Enough Middle Fingers (Neophyte Records)
- 2001 - At War (Neophyte Records)
- 2001 - Ten Years of Terror (Traxtorm Records)
- 2005 - 13 Jaar Terreur (De Megamix) (Neophyte Records)
- 2006 - Rechtoe, Rechtaan (Neophyte Records)
- 2007 - Invasion (Neophyte Records)
- 2011 - Mainiak (Neophyte Records)

## Singoli estratti
- Mellow Moenie Mauwe(1994)
- Make you dance (1994)
- Fuck Martina (1994)
- Ik wil hakke! (1994)
- Happy is voor Hobos (1995)as Bodylotion
- Get this motherfucker (1995)
- Real Hardcore (1995)
- Execute (1995)
- Hardcore to the bone(1996)
- Always Hardcore (1996) as Bodylotion
- Braincracking (1996)
- Army of Hardcore (1996)
- Alles kapot (2004)
- RechToe RechTaan (2006)
- Put it to the music (2006)
- I will have that power (2006)
- The hardest remake (2006)

## DVD
- 13 Jaar Terreur (2005)